# Computer Entertainment Rating Organization
De Computer Entertainment Rating Organization (特定非営利活動法人 コンピュータエンターテインメントレーティング機構, Tokutei Hieiri Katsudō Hōjin Konpyūta Entāteinmento Rētingu Kikō) (CERO) is een Japanse organisatie die videospellen en computersoftware beoordeelt op hun inhoud, en voorziet van een rating. De organisatie werd in juli 2002 opgericht als tak van Computer Entertainment Suppliers' Association. In 2003 werd de organisatie officieel erkend als een non-profitorganisatie.

## Classificaties

### Huidige classificaties
Op 1 maart 2006 stelde CERO de nieuwste versie van zijn classificatiesysteem in. De symbolen die CERO gebruikt zijn letters, elk met een andere kleur.
| Afbeelding | Kleur | Beschrijving          |
| ---------- | ----- | --------------------- |
|            | A     | Voor alle leeftijden  |
|            | B     | Voor 12 jaar en ouder |
|            | C     | Voor 15 jaar en ouder |
|            | D     | Voor 17 jaar en ouder |
|            | Z     | Voor 18 jaar en ouder |

Culturele verschillen tussen de CERO-classificatie en andere classificaties komen vaak voor. Zo werd het spel Shin Megami Tensei III: Nocturne bijvoorbeeld door CERO geclassificeerd als A, terwijl PEGI 12+ hanteerde.

### Iconen
In april 2004 stelde de CERO naast de letters om de leeftijdsgrens aan te duiden ook een systeem in met symbolen die aangeven waarom een spel een bepaalde leeftijdsgrens heeft gekregen. Deze zijn terug te vinden op de verpakkingen van alle spellen, behalve die uit de classificatie A.
De symbolen staan voor:
- Liefde
- Seksuele inhoud
- Geweld
- Horror
- Gokken
- Misdaad
- Gebruik van alcohol en/of tabak
- Gebruik van drugs
- Grof taalgebruik.

### Voormalige classificaties
Deze classificatie werd gebruikt voor maart 2006:
- Vrij vervangen door A
- 12 en ouder vervangen door B
- 15 en ouder vervangen door C
- 18 en ouder vervangen door D en Z